# Мстинская плотина
Мстинская плотина — плотина на реке Мста, на её истоке из озера Мстино.
Построена в 1794 году. Является составной частью Вышневолоцкой водной системы.
Плотина подняла естественный уровень воды в озере, превратив его в Мстинское водохранилище.
Неоднократно реконструировалась.
Находится приблизительно в 25 км от города Вышний Волочёк у посёлка Садовый.
В период использования Вышневолоцкой системы для доставки грузов в Санкт-Петербург во время прохода каравана судов по Мсте осуществлялся сброс воды для временного поднятия уровня воды во Мсте.
В советское время конечный пункт пассажирской линии «Вышний Волочёк-Мстинская плотина». 